# 石卷市
石卷市（日语：／ Ishinomaki shi */?）是位日本于宮城縣東部的城市，人口數在縣內排名第二，也是石卷都市圈的中心都市。當地主要市區位於北上川河口，市中心則在中州的中瀨地區至石卷站一帶。石卷市最早從舊北上川河口的伊寺水門發展而來，是太平洋的港町。

## 地理

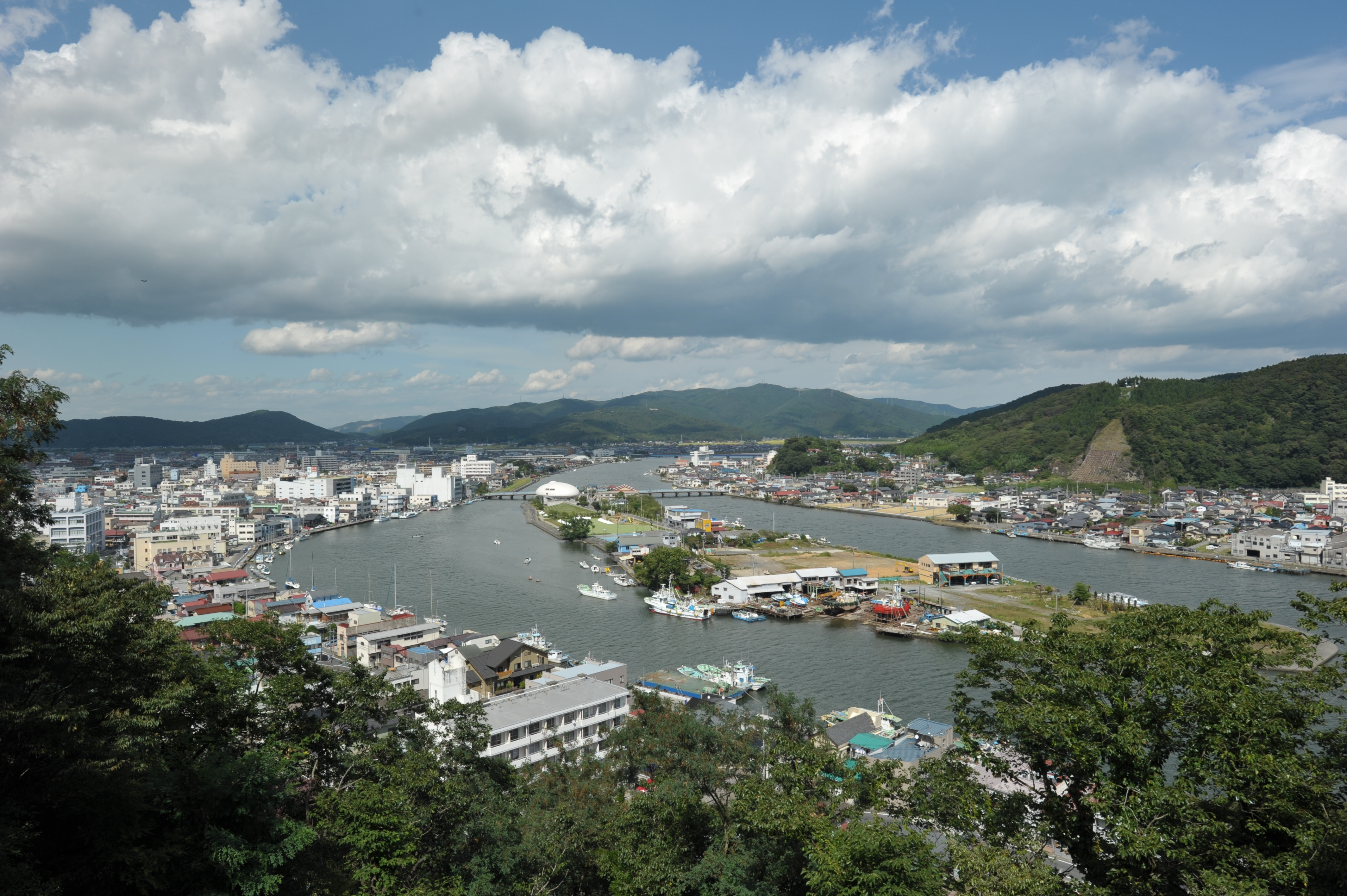
貫穿石卷市區的舊北上川（2009年）

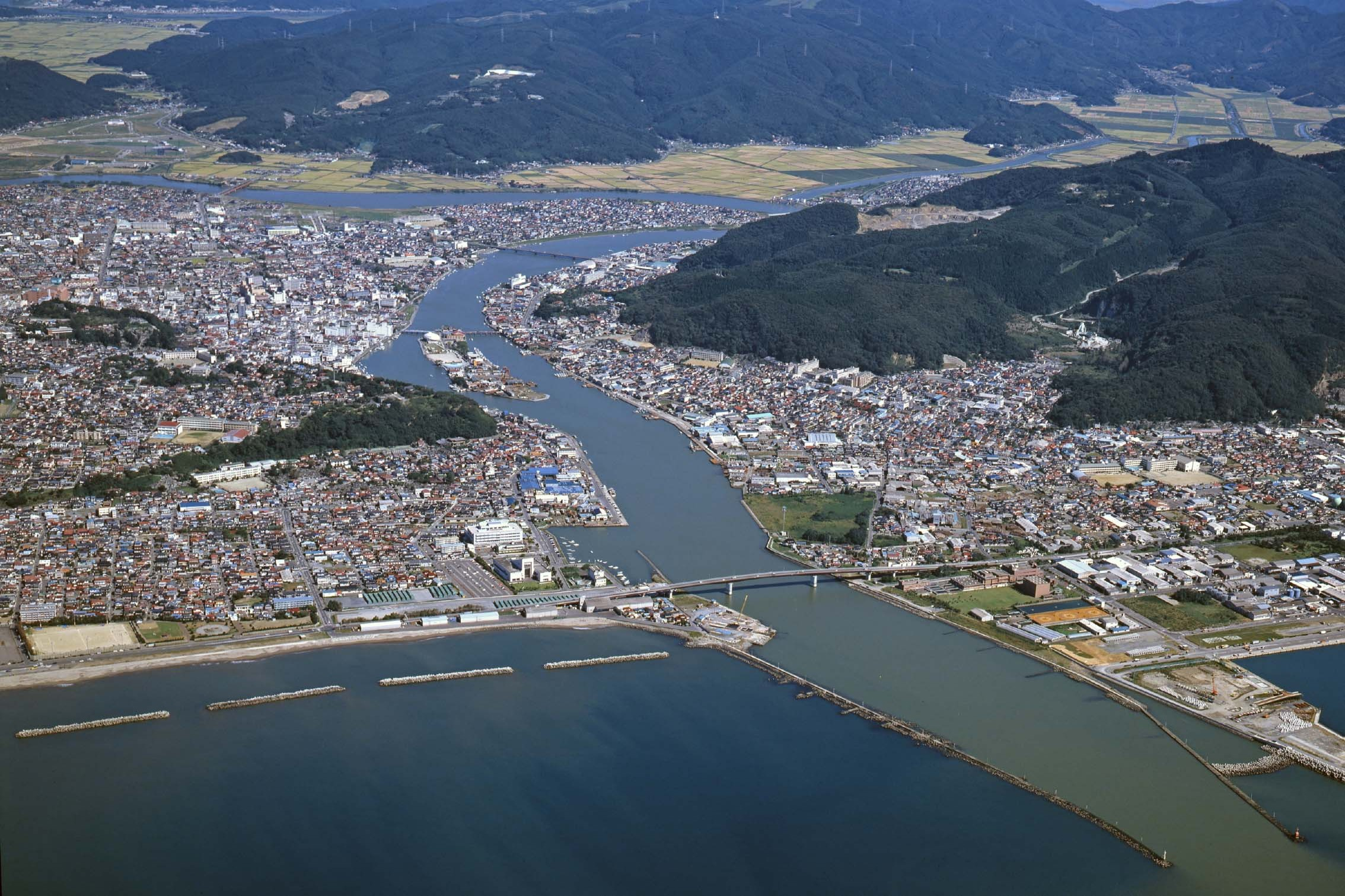
東日本大震災前的石卷市區

### 位置
2005年（平成17年）平成大合併後，市域從原先的舊北上川下游擴展到牡鹿郡女川町以外的三陸海岸南端、牡鹿半島一帶。市中央有舊北上川南北貫穿，土地利用與第一級產業構造的變化也大略以舊北上川為界。
舊北上川右岸往西的河南地區和桃生地區位於仙台平原的東端，土壤肥沃，稻作等農業興盛。另一方面，舊北上川左岸往東是北上山地與谷灣，平地少，因此農業比較不發達。東部以漁業及石卷灣內的養殖業為主。市中央的上品山有牧場，周邊也有畜牧業。金華山外海（三陸沖）是黑潮與親潮的交會處，為世界三大漁場之一，擁有200種以上的魚類。由於鄰近漁場，當地也是日本全國重要的水產都市。石卷漁港2019年魚捕量約10萬噸，位居日本國內第5位。市內萬石浦的牡蠣養殖也十分知名。

### 地形

#### 山岳
主要山岳
- 日和山（日语：日和山 (石巻市)）
- 上品山（日语：上品山）
- 硯上山（けんじょうさん，標高520公尺[3]

#### 河川
主要河川
- 北上川
- 舊北上川（日语：旧北上川）
- 真野川
- 定川

### 氣候
| 石卷特別地域氣象觀測所（石卷市泉町，標高43公尺）        | 石卷特別地域氣象觀測所（石卷市泉町，標高43公尺） | 石卷特別地域氣象觀測所（石卷市泉町，標高43公尺） | 石卷特別地域氣象觀測所（石卷市泉町，標高43公尺） | 石卷特別地域氣象觀測所（石卷市泉町，標高43公尺） | 石卷特別地域氣象觀測所（石卷市泉町，標高43公尺） | 石卷特別地域氣象觀測所（石卷市泉町，標高43公尺） | 石卷特別地域氣象觀測所（石卷市泉町，標高43公尺） | 石卷特別地域氣象觀測所（石卷市泉町，標高43公尺） | 石卷特別地域氣象觀測所（石卷市泉町，標高43公尺） | 石卷特別地域氣象觀測所（石卷市泉町，標高43公尺） | 石卷特別地域氣象觀測所（石卷市泉町，標高43公尺） | 石卷特別地域氣象觀測所（石卷市泉町，標高43公尺） | 石卷特別地域氣象觀測所（石卷市泉町，標高43公尺） |
| 月份                                                    | 1月                                              | 2月                                              | 3月                                              | 4月                                              | 5月                                              | 6月                                              | 7月                                              | 8月                                              | 9月                                              | 10月                                             | 11月                                             | 12月                                             | 全年                                             |
| ------------------------------------------------------- | ------------------------------------------------ | ------------------------------------------------ | ------------------------------------------------ | ------------------------------------------------ | ------------------------------------------------ | ------------------------------------------------ | ------------------------------------------------ | ------------------------------------------------ | ------------------------------------------------ | ------------------------------------------------ | ------------------------------------------------ | ------------------------------------------------ | ------------------------------------------------ |
| 历史最高温 °C（°F）                                     | 15.2 (59.4)                                      | 19.2 (66.6)                                      | 20.7 (69.3)                                      | 28.4 (83.1)                                      | 30.7 (87.3)                                      | 34.7 (94.5)                                      | 35.6 (96.1)                                      | 36.8 (98.2)                                      | 34.0 (93.2)                                      | 28.5 (83.3)                                      | 23.7 (74.7)                                      | 21.9 (71.4)                                      | 36.8 (98.2)                                      |
| 平均高温 °C（°F）                                       | 4.8 (40.6)                                       | 5.6 (42.1)                                       | 8.9 (48.0)                                       | 14.1 (57.4)                                      | 18.7 (65.7)                                      | 21.9 (71.4)                                      | 25.2 (77.4)                                      | 27.0 (80.6)                                      | 24.2 (75.6)                                      | 19.1 (66.4)                                      | 13.2 (55.8)                                      | 7.3 (45.1)                                       | 15.9 (60.6)                                      |
| 日均气温 °C（°F）                                       | 1.0 (33.8)                                       | 1.6 (34.9)                                       | 4.6 (40.3)                                       | 9.6 (49.3)                                       | 14.5 (58.1)                                      | 18.3 (64.9)                                      | 21.9 (71.4)                                      | 23.6 (74.5)                                      | 20.5 (68.9)                                      | 15.0 (59.0)                                      | 8.9 (48.0)                                       | 3.4 (38.1)                                       | 11.9 (53.4)                                      |
| 平均低温 °C（°F）                                       | −2.2 (28.0)                                      | −2.0 (28.4)                                      | 0.5 (32.9)                                       | 5.4 (41.7)                                       | 11.0 (51.8)                                      | 15.5 (59.9)                                      | 19.5 (67.1)                                      | 21.1 (70.0)                                      | 17.4 (63.3)                                      | 10.9 (51.6)                                      | 4.6 (40.3)                                       | 0.0 (32.0)                                       | 8.5 (47.3)                                       |
| 历史最低温 °C（°F）                                     | −14.6 (5.7)                                      | −13.1 (8.4)                                      | −10.3 (13.5)                                     | −5.0 (23.0)                                      | −0.1 (31.8)                                      | 5.7 (42.3)                                       | 8.3 (46.9)                                       | 11.5 (52.7)                                      | 6.2 (43.2)                                       | −0.7 (30.7)                                      | −4.6 (23.7)                                      | −10.5 (13.1)                                     | −14.6 (5.7)                                      |
| 平均降水量 mm（）                                       | 38.8 (1.53)                                      | 31.0 (1.22)                                      | 72.4 (2.85)                                      | 86.1 (3.39)                                      | 96.8 (3.81)                                      | 110.6 (4.35)                                     | 145.7 (5.74)                                     | 115.8 (4.56)                                     | 151.6 (5.97)                                     | 137.9 (5.43)                                     | 61.9 (2.44)                                      | 42.8 (1.69)                                      | 1,091.3 (42.96)                                  |
| 平均降雪量 cm（）                                       | 17 (6.7)                                         | 16 (6.3)                                         | 9 (3.5)                                          | 1 (0.4)                                          | 0 (0)                                            | 0 (0)                                            | 0 (0)                                            | 0 (0)                                            | 0 (0)                                            | 0 (0)                                            | 1 (0.4)                                          | 8 (3.1)                                          | 51 (20)                                          |
| 平均降水天数（≥ 0.5 mm）                                | 6.5                                              | 6.5                                              | 8.7                                              | 9.8                                              | 10.1                                             | 10.9                                             | 13.7                                             | 10.7                                             | 11.4                                             | 9.8                                              | 7.5                                              | 7.6                                              | 113.2                                            |
| 平均降雪天数                                            | 18.7                                             | 14.6                                             | 10.5                                             | 1.4                                              | 0.0                                              | 0.0                                              | 0.0                                              | 0.0                                              | 0.0                                              | 0.0                                              | 1.4                                              | 13.8                                             | 60.7                                             |
| 平均相對濕度（％）                                      | 71                                               | 69                                               | 67                                               | 68                                               | 74                                               | 80                                               | 84                                               | 82                                               | 80                                               | 76                                               | 73                                               | 73                                               | 75                                               |
| 月均日照時數                                            | 163.8                                            | 164.6                                            | 184.5                                            | 193.4                                            | 196.0                                            | 157.4                                            | 140.1                                            | 161.9                                            | 137.3                                            | 151.5                                            | 150.0                                            | 146.2                                            | 1,946.7                                          |
| 来源：氣象廳 (平均値：1991年-2020年、極値：1887年-現在) |                                                  |                                                  |                                                  |                                                  |                                                  |                                                  |                                                  |                                                  |                                                  |                                                  |                                                  |                                                  |                                                  |

### 人口
| 石卷市人口分布圖 |                                               |  |
| 石卷市與日本全國年齡別人口分布比較圖 （2005年資料） | 石卷市的年齡、男女別人口分布圖 （2005年資料） |  |
| ■紫色是石卷市 ■綠色是全国 | ■藍色是男性 ■紅色是女性                       |  |
| 石卷市人口變化 \| 1970年 \| 177,597人 \| \| \| 1975年 \| 182,168人 \| \| \| 1980年 \| 186,094人 \| \| \| 1985年 \| 186,587人 \| \| \| 1990年 \| 182,911人 \| \| \| 1995年 \| 178,923人 \| \| \| 2000年 \| 174,778人 \| \| \| 2005年 \| 167,324人 \| \| \| 2010年 \| 160,826人 \| \| \| 2015年 \| 147,214人 \| \| \| 2020年 \| 140,151人 \| \| |                                               |  |
| 資料來源：日本總務省統計中心提供之人口普查數據 |                                               |  |
| 1970年 | 177,597人                                     |  |
| 1975年 | 182,168人                                     |  |
| 1980年 | 186,094人                                     |  |
| 1985年 | 186,587人                                     |  |
| 1990年 | 182,911人                                     |  |
| 1995年 | 178,923人                                     |  |
| 2000年 | 174,778人                                     |  |
| 2005年 | 167,324人                                     |  |
| 2010年 | 160,826人                                     |  |
| 2015年 | 147,214人                                     |  |
| 2020年 | 140,151人                                     |  |

平成27年國勢調査顯示人口比前次調査減少8.46%、147,214人，增減率在縣內35市町村中排名28位、40行政區域中位居33位。

### 鄰接自治體
宮城縣
- 東松島市
- 登米市
- 遠田郡：涌谷町
- 遠田郡：美里町
- 牡鹿郡：女川町
- 本吉郡：南三陸町

## 歷史

### 先史
石卷地方的人類活動紀錄最早可追溯至舊石器時代。當地自繩文時代就有人類群居，在市内的丘陵發現許多貝塚遺跡。

### 古代
古墳時代
仁德天皇時代，石卷地方以伊寺水門（いしみなと）之名開始出現於歷史舞台。日本書紀於仁德天皇55年條記載「率領征夷軍對抗蝦夷的上毛野田道將軍在伊寺水門戰死」。奈良時代，蝦夷與大和朝廷對立，朝廷在石卷地區建造牡鹿柵和桃生城。平安時代，征夷大將軍坂上田村麻呂征服蝦夷，石卷地區納入朝廷支配範圍。

### 中世

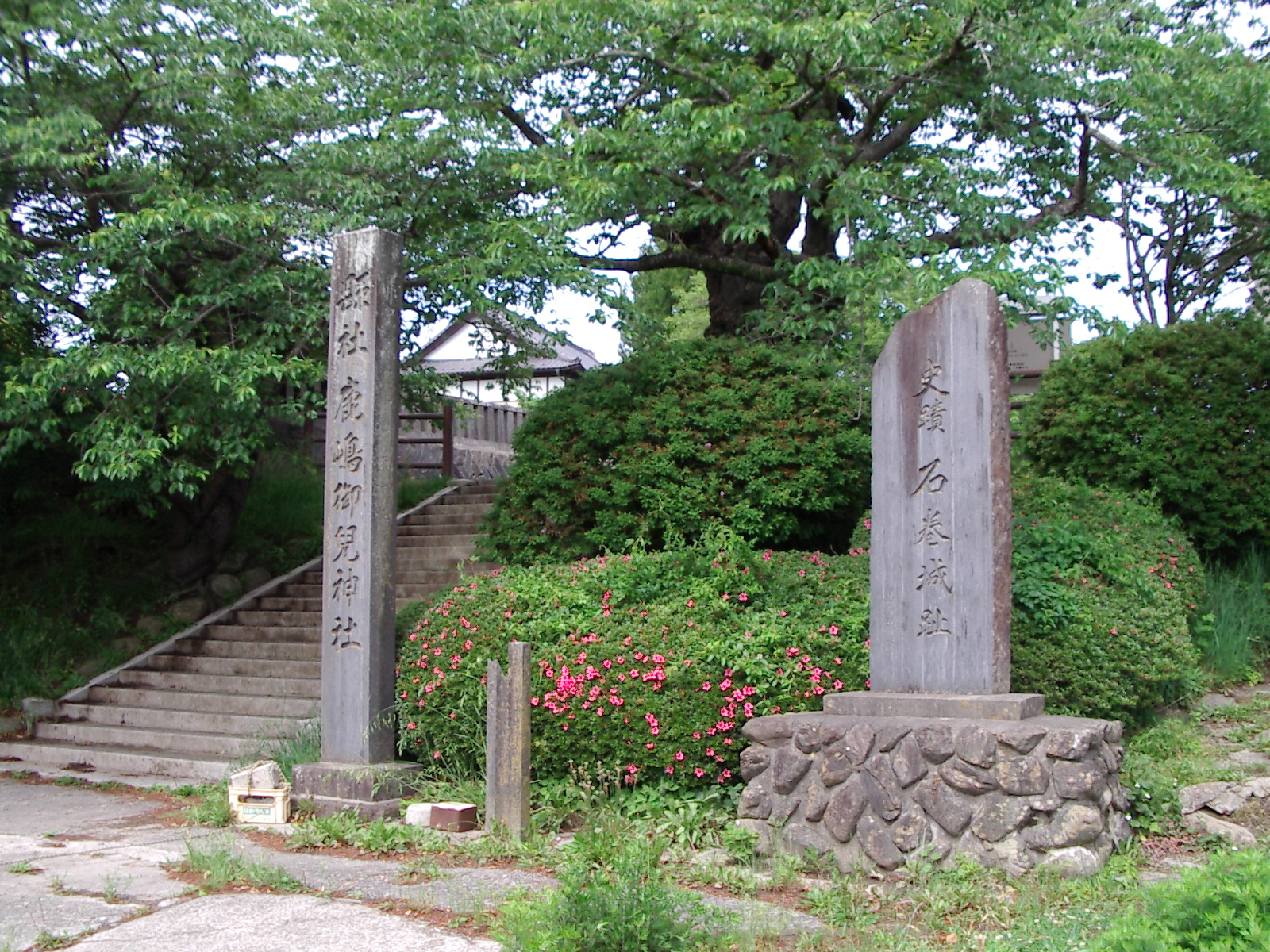
日和山 (石卷市)（石卷城跡）。

鎌倉時代，葛西三郎清重出任初代奧州總奉行，奥州葛西氏在當地建造石卷城。戰國時代，戰國大名葛西氏於石卷的日和山築日和山城。之後葛西氏為了對抗大崎氏，與伊達氏結盟。當時的葛西氏與大崎氏勢力在奥州僅次於伊達氏、蘆名氏。

### 近世
安土桃山時代

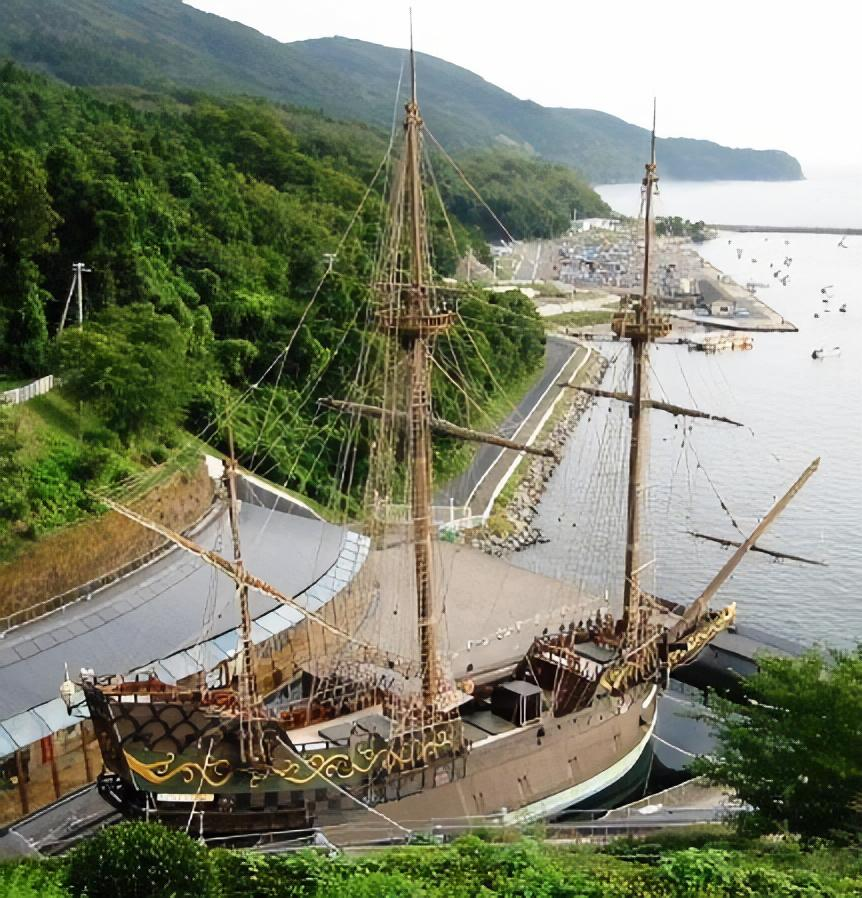
聖胡安·包蒂斯塔號的復原船。

葛西氏與大崎氏等未加入小田原征伐。豐臣秀吉為追究其責任發起奥州仕置，葛西氏與大崎氏舊領轉封給木村吉清。另一方面，參加小田原一役並向秀吉臣服的伊達氏幾乎被沒收了所有征服地。伊達政宗暗地煽動葛西、大崎舊家臣引發葛西大崎一揆，但被豐臣秀吉發覺。政宗雖然免於改易，但其領地從今日的福島縣、宮城縣南部和山形縣南部轉封至宮城縣大部分縣域與岩手縣南部。因此石卷地方成為伊達氏的領地。
江戶時代
慶長18年（1613年），仙台藩初代藩主伊達政宗為了與西班牙進行通商談判，派遣支倉常長為慶長遣歐使節。政宗計畫與當時為西班牙領土的墨西哥進行貿易，在聖胡安·包蒂斯塔號完工後，使節團從石卷的月之浦出航、但最終未能完成與西班牙的通商協議。伊達政宗為了開發仙台領地，命川村孫兵衛進行北上川改道工程。之後北上川從現在的石卷港一帶注入太平洋。
江戶時代，南部藩大米利用北上川水運運至石卷港，使得該處成為河運與海運的結點，與日本海側的酒田港並列為奥羽二大貿易港。此外，作為東北地方太平洋岸的海運據點，與江戶（之後的東京）的千石船交易也十分興盛，是江戶主要大米輸入地之一。在藩政時代，石卷是名副其實的仙台藩經濟中心，也是舊仙台藩唯一可鑄造貨幣的地方，現在石卷站前還保留「鑄錢場」的地名。日本最早完成環遊世界的津太夫一行人也以石卷港為據點。
寛政5年（1793年），津太夫一行人搭乘若宮丸從石卷出發前往江戶，途中遭遇暴風雨而漂流至俄羅斯帝國的阿留申群島。在俄羅斯生活超過10年後，津太夫一行人搭乘遣日使節尼古拉·彼得羅維奇·列扎諾夫的船出發，於文化元年（1804年）完成環遊世界的壯舉，同年從長崎回國，文化3年（1806年）歸鄉。
- 慶長18年9月15日（1613年10月28日）：支倉常長從月浦出發前往羅馬。
- 元和9年（1623年）：川村重吉（日语：川村重吉）改建北上川下游流路，為石卷發展的基礎。
- 文化元年（1804年）：以石卷港為據點的津太夫（日语：津太夫）一行人完成日本首次環遊世界。

### 近代
明治時代
戊辰戰爭敗北後，仙台藩在明治元年從62萬石減封至28萬石，牡鹿郡、桃生郡、本吉郡從仙台藩分離，納入高崎藩。
- 明治2年7月，前述三郡成立明治政府直轄的桃生縣，一個月後更名為石卷縣（日语：石巻県）。
- 明治3年9月，石卷縣與縣廳設於涌谷的登米縣（日语：登米県）合併，石卷設置縣廳出張所[8][9]。
- 明治4年4月，政府計畫在小倉、石卷分別設置西海道鎮台（日语：西海道鎮台）、東山道鎮台（日语：東山道鎮台），同年8月將鎮台改至東京、大阪、熊本、仙台[10]。
  - 4年4月23日（1871年6月10日）：設置東山道鎮台（日语：東山道鎮台）。
  - 11月2日（1871年12月13日）：併入仙台縣（日语：仙台県）。
- 明治5年1月8日（1872年2月16日）：併入宮城縣。

1876年（明治9年）確立現今宮城縣的縣域。
- 1889年（明治22年）4月1日：町制施行，石卷町成立。

大正時代
- 1912年（大正元年）10月28日：仙北輕便鐵道（小牛田站 - 石卷站）通車。

### 近現代
高度經濟成長期以前，船運逐漸被鐵道與貨車所取代，港口轉變為沿岸漁業與遠洋漁業等機能的漁港。造船廠及石卷工業港的建設也帶動此地的第二級產業。舊北上川河口沿岸是江戶時代發展的港町「川湊」，同時也形成繁華的花街。隨著都市化，商業等第三級產業興起，使得石卷成為宮城縣東部的商業據點。
都市圈人口雖持續成長至泡沫景氣時代，但從1970年代開始，市中心的川湊地區就已出現空洞化的徵兆。為了配合北洋漁業等大型化、吃水深的遠洋漁船，魚市場在1974年移往海岸。購物客也逐漸轉往郊外大型店。
昭和時代（戰前）
- 1928年（昭和3年）：宮城電氣鐵道（仙台站 - 石卷站）通車。
- 1933年（昭和8年）
  - 4月1日：市制施行，為石卷市。
  - 5月:制定市章[12]
- 1939年（昭和14年）：國鐵石卷線石卷站 - 女川站通車。

昭和（戰後）
- 1949年（昭和24年）4月1日：蛇田村山下地區併入。
- 1955年（昭和30年）1月1日：蛇田村併入。
- 1955年（昭和30年）4月10日：荻浜村併入。
- 1959年（昭和34年）5月15日：渡波町併入。
- 1967年（昭和42年）3月23日：稻井町併入。
- 1988年（昭和63年）：石卷專修大學（日语：石巻専修大学）開學。

### 現代
平成
舊北上川下游，因居民反應會「看不見河川」，因此堤防整備相當遲緩，2011年東日本大震災的海嘯造成此地損失慘重。災後，新建的堤防控制高度避免影響視野，上方打造成步道，以與河川和海洋共存為社區營造主題。2017年，觀光物產設施「石卷元氣廣場」開幕。
- 2005年（平成17年）4月1日：與桃生郡桃生町、河南町、河北町、北上町、雄勝町、牡鹿郡牡鹿町合併。市章未變更[13]。
- 2010年（平成22年）3月23日：石卷市役所遷入JR石卷站前的舊櫻野百貨店石卷店大樓[14][15]。

東日本大震災
- 2011年（平成23年）
  - 3月11日：東日本大震災（東北地方太平洋沖地震）的海嘯從舊北上川河口逆流而上淹沒舊市區全域，新北上川（追波川）河口至流域大面積淹水。石卷工業港（日语：石巻港）以東的石卷灣（日语：石巻湾）至太平洋（外洋）側沿岸地區－舊雄勝町、河北町、北上町及舊牡鹿町（牡鹿半島）町域沿岸皆遭到海嘯襲擊。

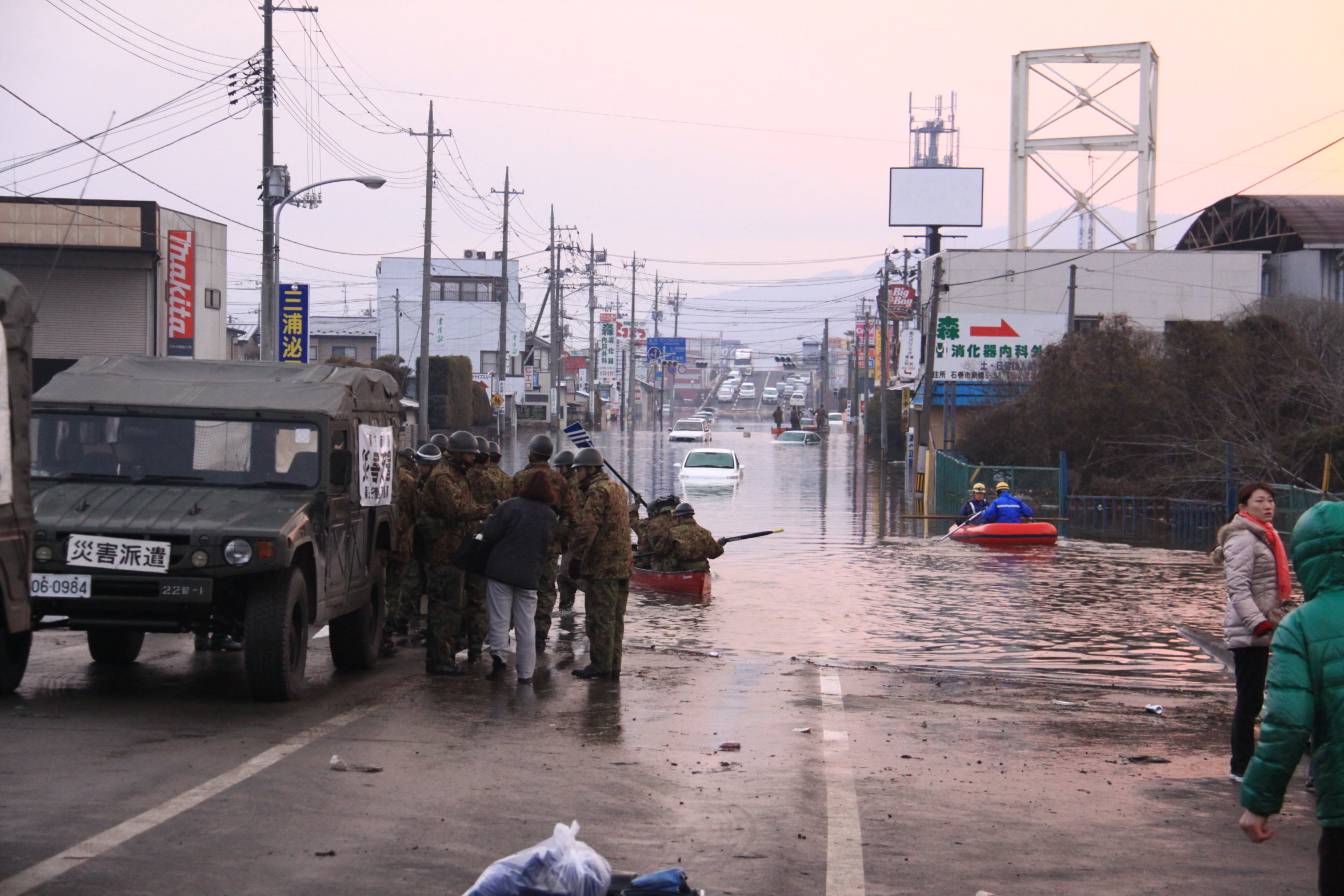
東日本大震災（東北地方太平洋沖地震）中進行救援活動的陸上自衛隊（2011年3月13日：石卷市新橋 市道石卷（中里）繞道）
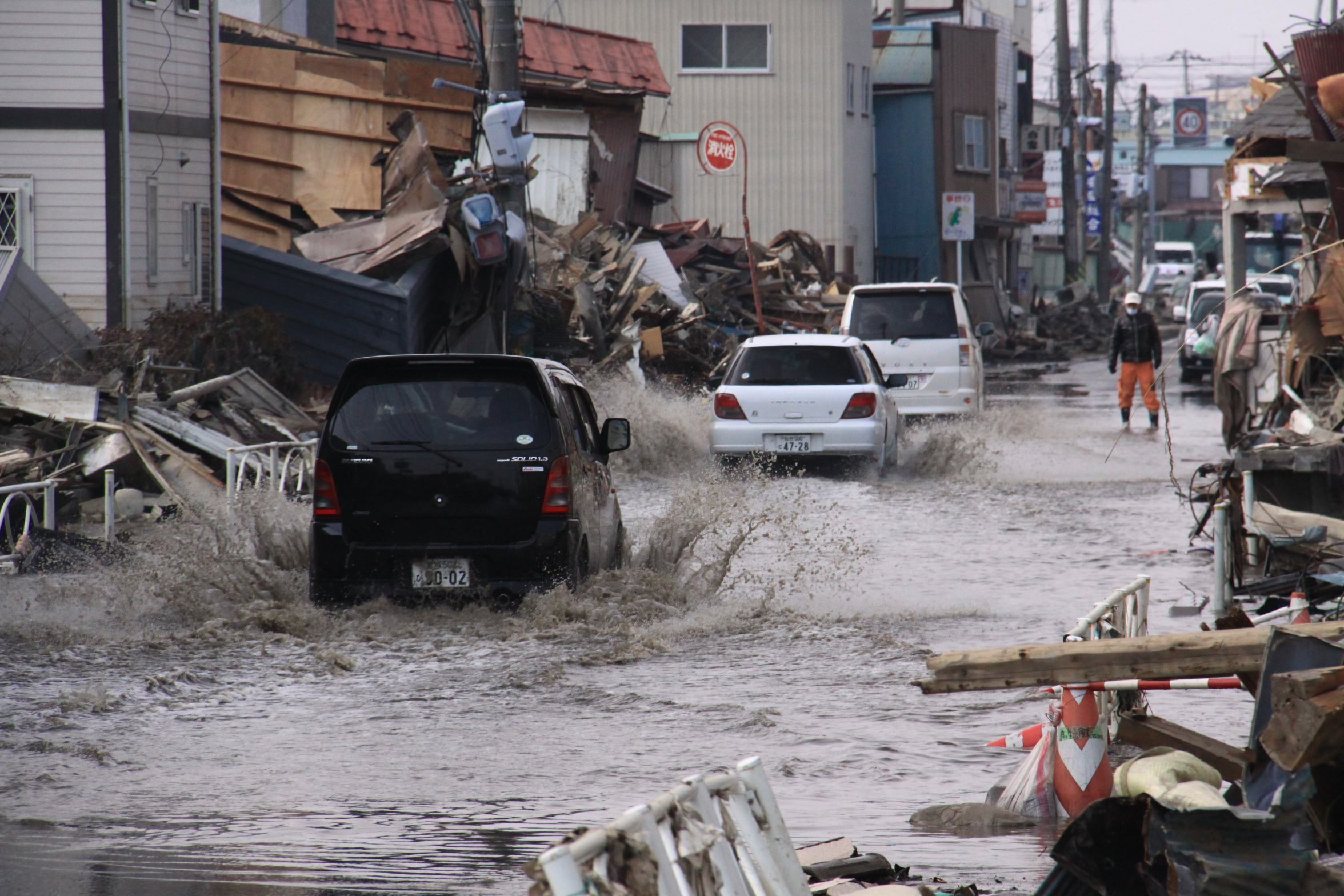
遭到海嘯破壞後，因漲潮淹水的石卷市國道398號（日语：国道398号）（石卷市湊町2丁目、吉野町）
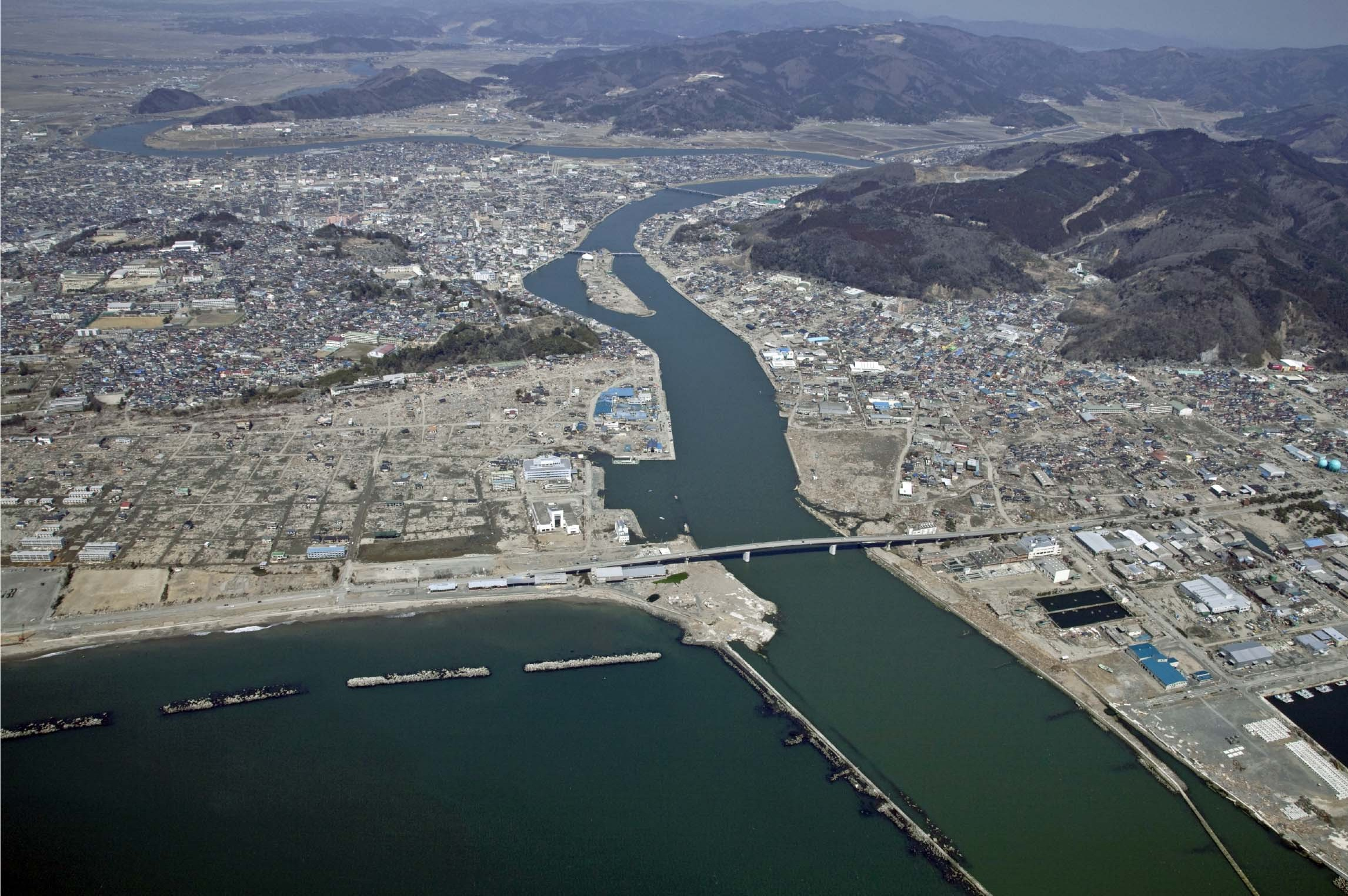
災後的石卷市區

## 行政

### 市長
- 市長：齋藤正美（日语：斎藤正美）（2021年4月29日就任）

歷代市長
（新）石卷市
- 初代：土井喜美夫（2005年4月29日 - 2009年4月28日）
- 2-4代：龜山紘（2009年4月29日 - 2021年4月28日）
- 5代：齋藤正美（2021年4月29日 - 現職）

### 役所
- 石卷市役所
  - 支所：蛇田、稻井、渡波、荻濱
  - 綜合支所：雄勝、牡鹿、河南、河北、北上、桃生
  - 出張所：大原

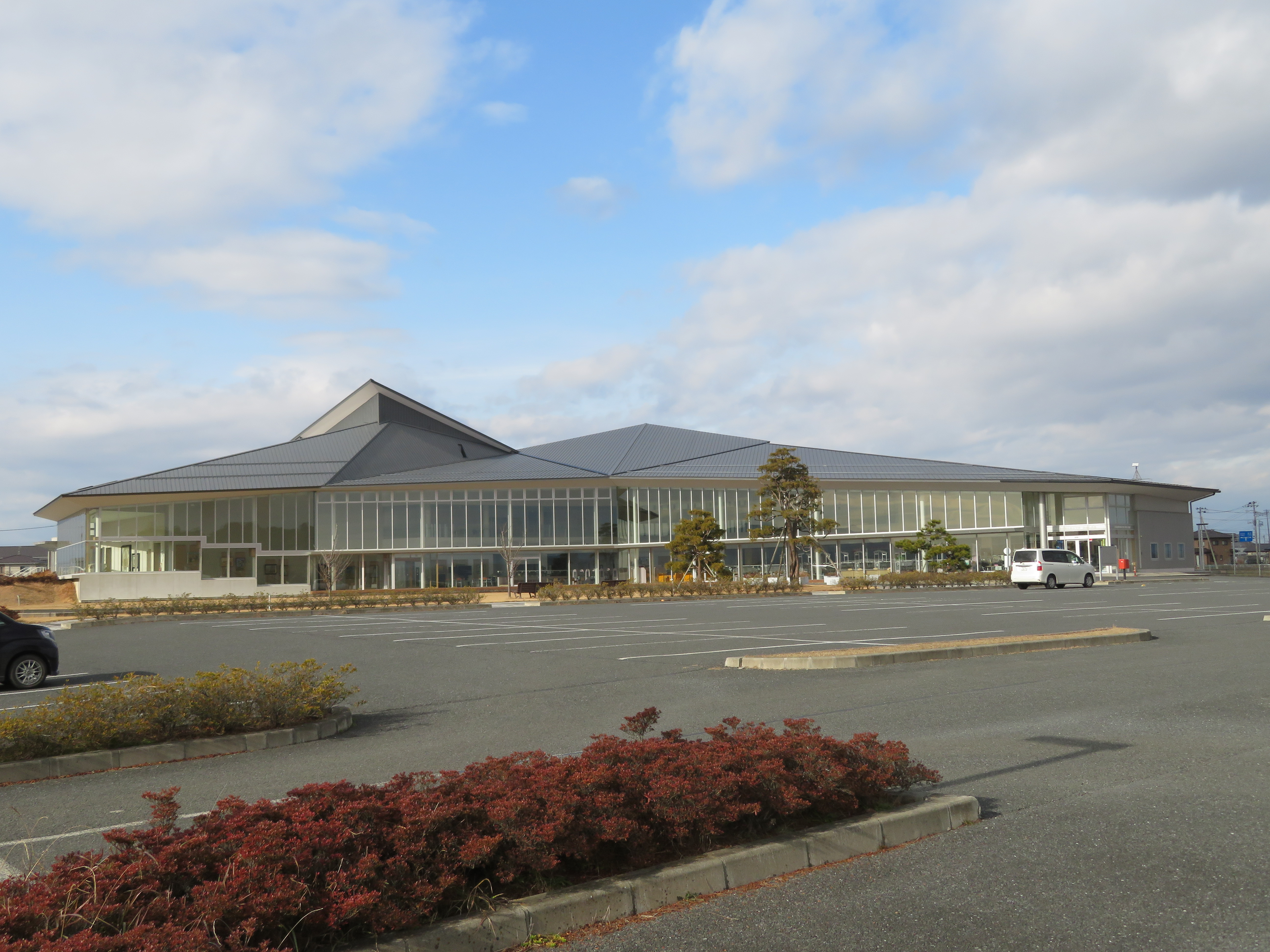
桃生綜合支所
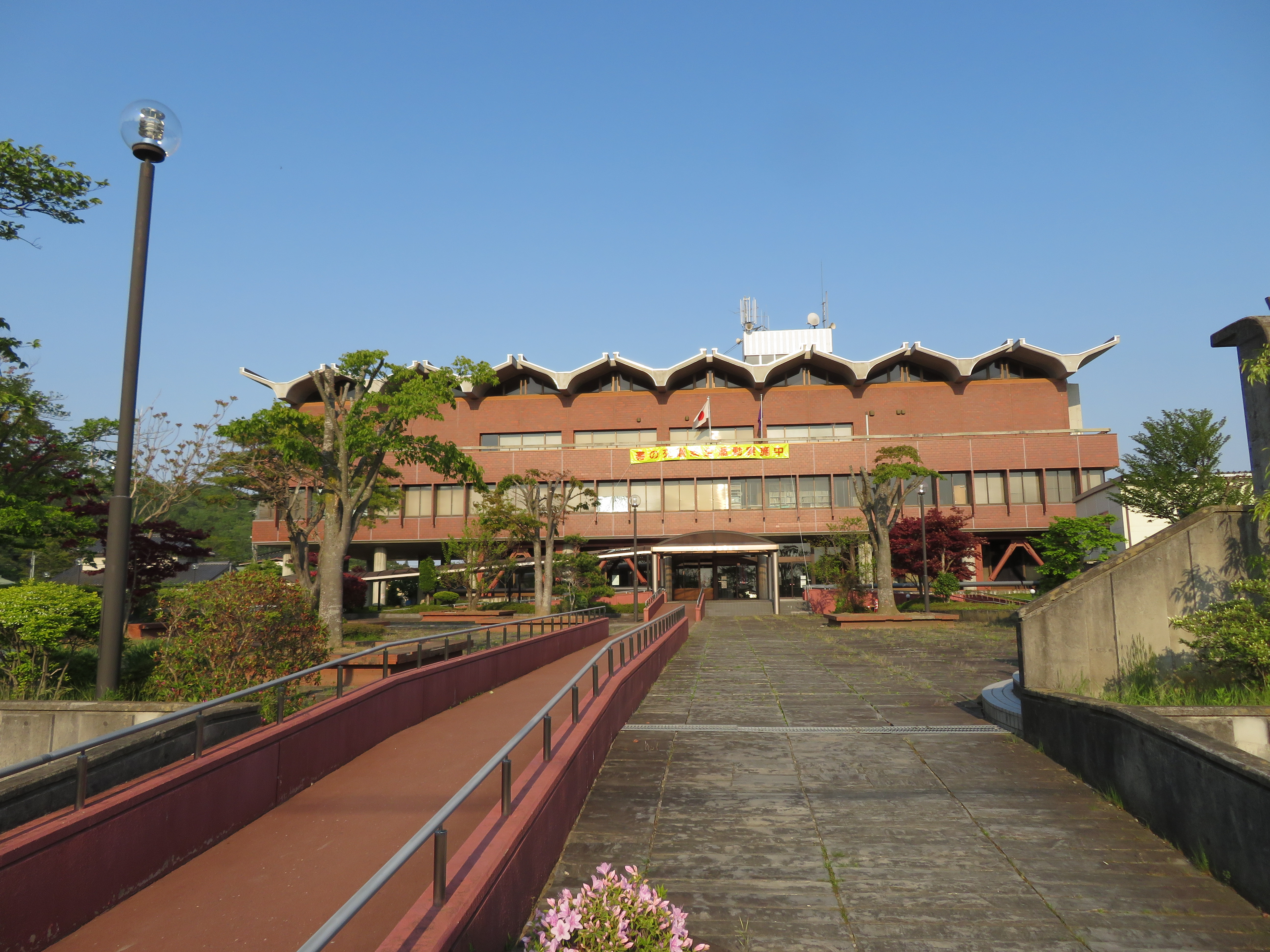
河北綜合支所（舊河北町役場）
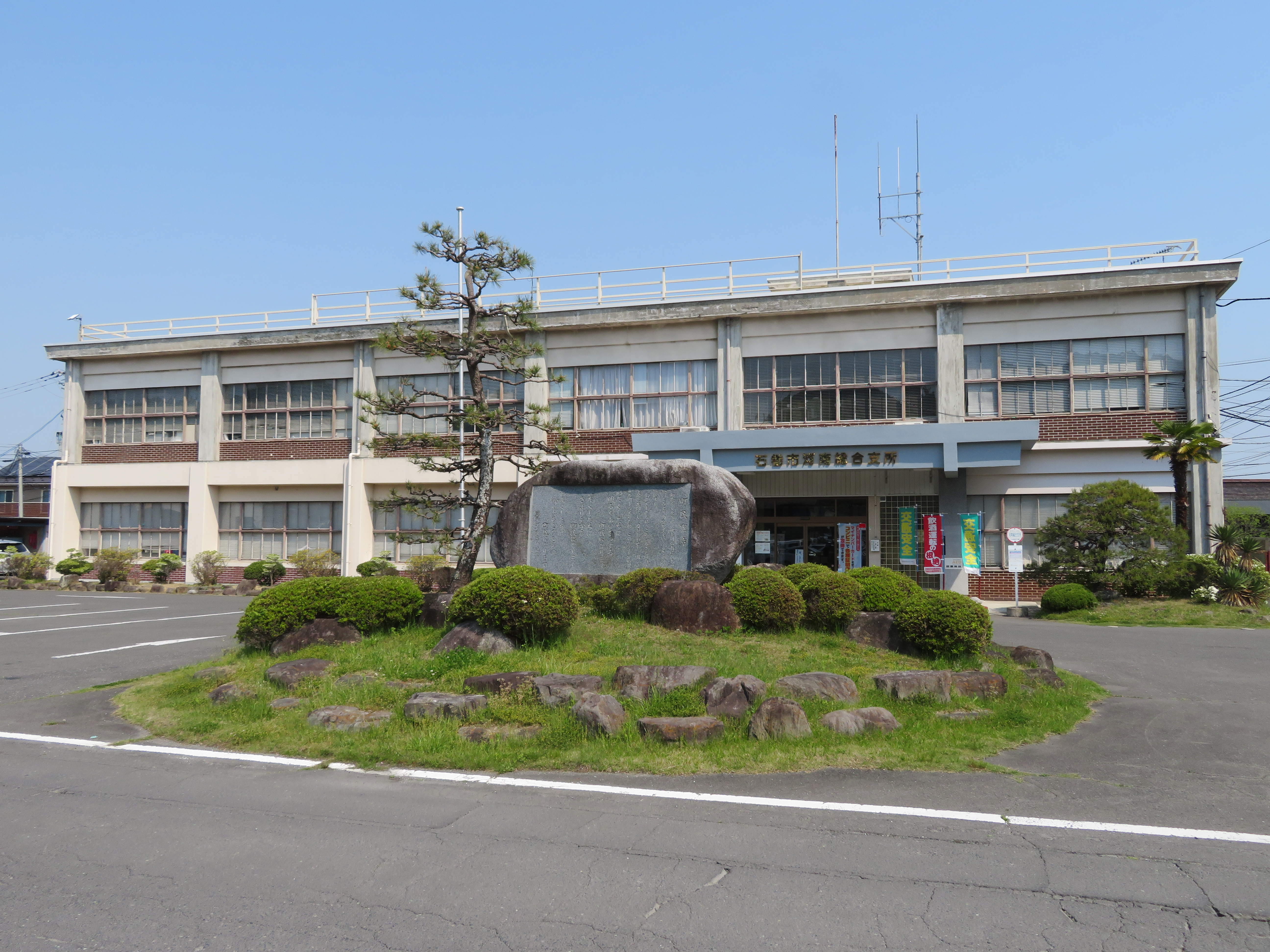
河南綜合支所（舊河南町役場）
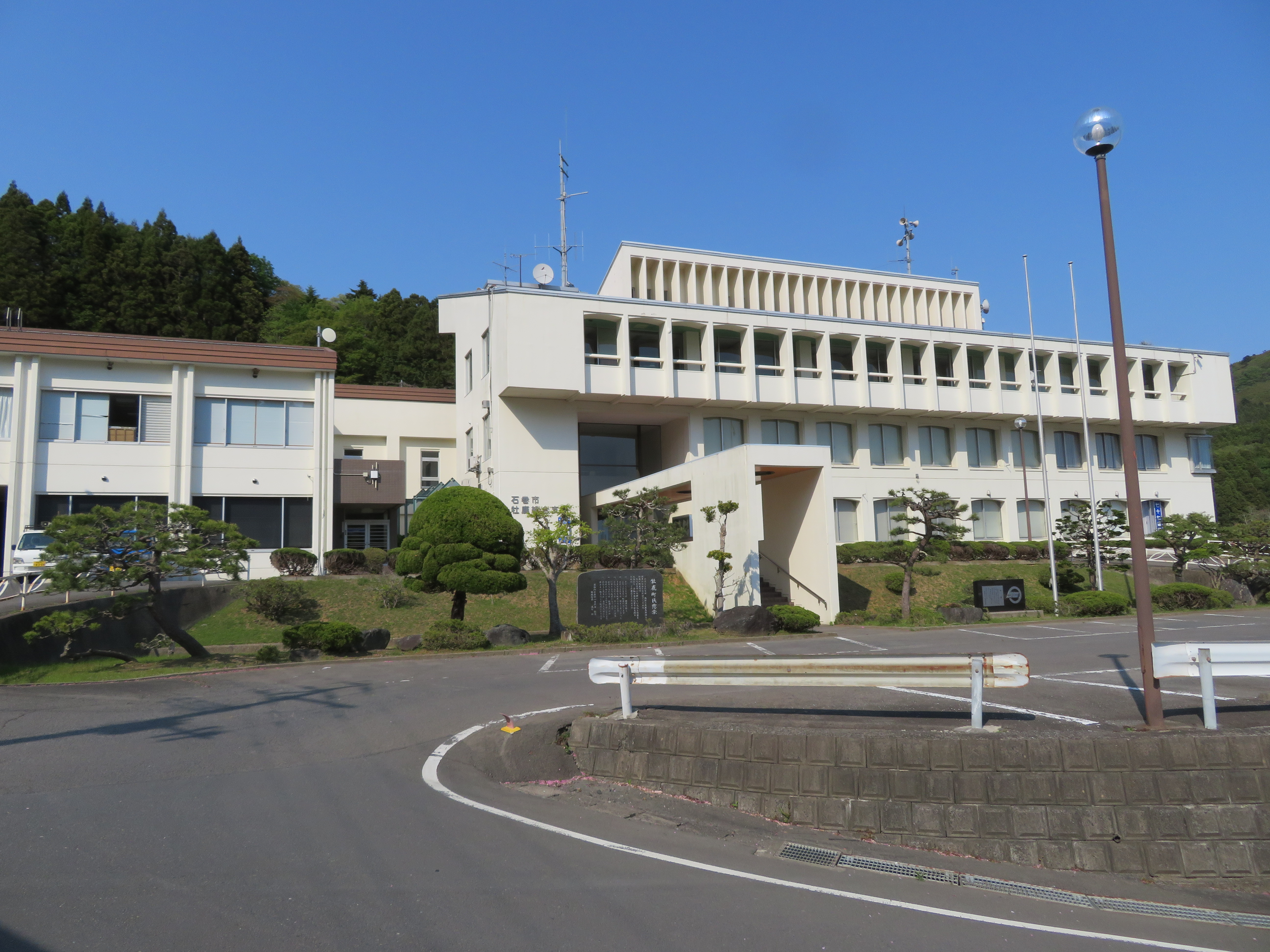
牡鹿綜合支所（舊牡鹿町役場）
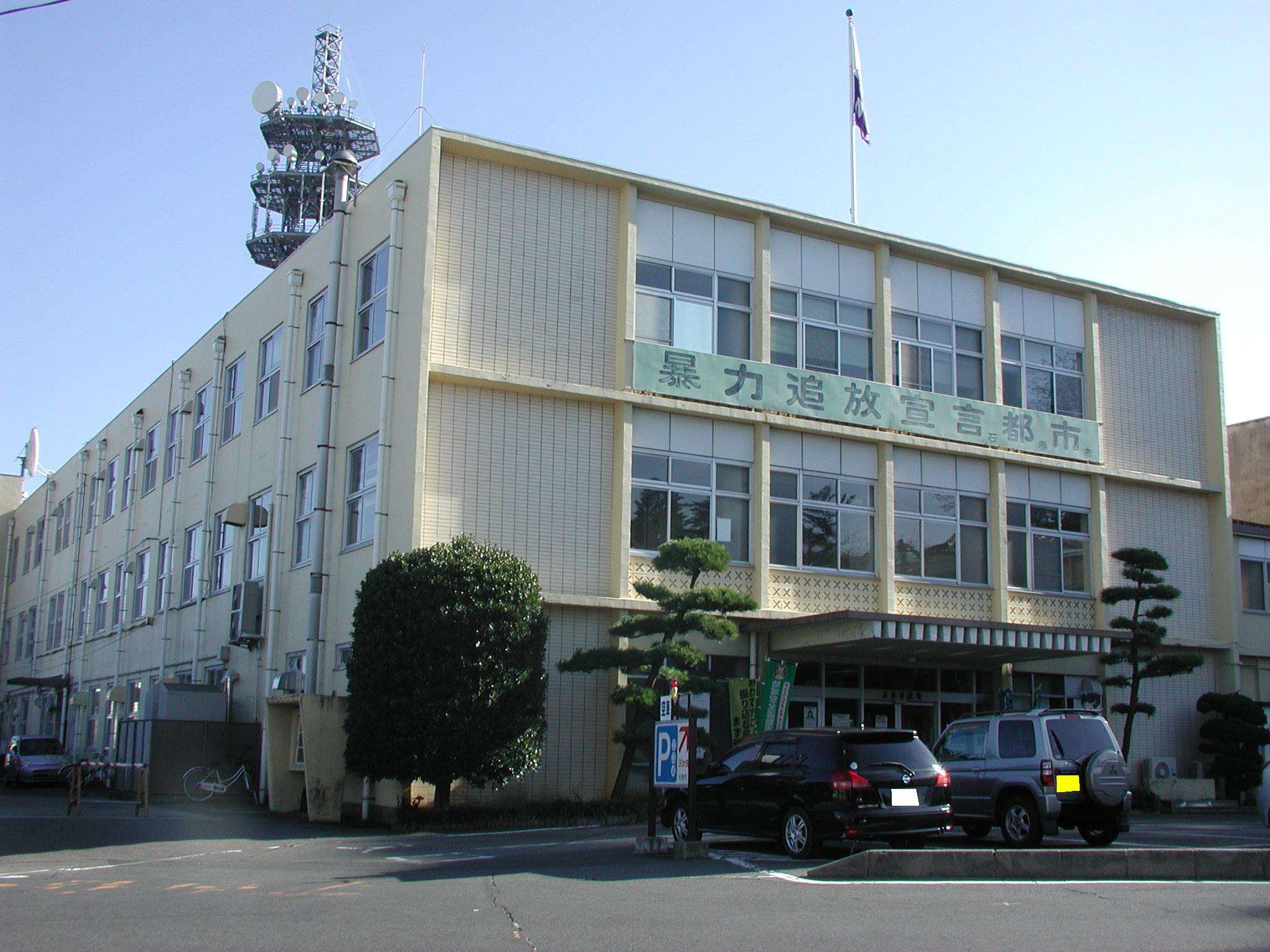
石卷市役所舊廳舍（日和丘）

### 議會

#### 市議會
石卷市議會
- 席次：30名
- 議長：大森秀一（無黨派）
- 副議長：遠藤宏昭（New石卷）

| 黨派                 | 議席 |
| -------------------- | ---- |
| New石卷              | 12   |
| 創生會               | 10   |
| 公明會               | 3    |
| 日本共產黨石卷市議團 | 2    |
| 無黨派               | 3    |

議長大森秀一原是New石卷成員，就任第11代議長後成為無黨派。

#### 縣議會
宮城縣議會（石卷·牡鹿選舉區）
- 席次：5名

| 姓名       | 黨派                     |
| ---------- | ------------------------ |
| 本木忠一   | 自由民主黨·縣民會議      |
| 池田憲彥   | 自由民主黨·縣民會議      |
| 佐佐木喜藏 | 自由民主黨·縣民會議      |
| 三浦一敏   | 日本共產黨宮城縣會議員團 |
| 坂下賢     | 宮城縣民之聲             |

（2021年11月14日現在。）

## 設施

### 國家機關
- 宮城復興局石卷支所
- 東北地方整備局（日语：東北地方整備局）北上川下流河川事務所
- 東北運輸局（日语：東北運輸局）石卷海事事務所
- 石卷海上保安署
- 仙台法務局（日语：仙台法務局）石卷支部
- 仙台地方檢察廳（日语：仙台地方検察庁）石卷支部
- 石卷稅務署（日语：税務署）
- 橫濱稅關仙台鹽釜稅關支署石卷出張所
- 橫濱植物防疫所（日语：植物防疫所）鹽釜支所石卷出張所
- 東北農政局（日语：東北農政局）石卷統計·情報中心
- 宮城縣石卷縣稅事務所
- 宮城縣東部地方振興事務所
- 宮城縣東部保健福祉事務所
- 宮城縣東部土木事務所
- 宮城縣東部兒童相談所
- 宮城縣水産技術綜合中心
- 宮城縣石卷港灣事務所
- 宮城縣東部下水道事務所
- 宮城縣東部教育事務所
- 宮城縣石卷農業改良普及中心
- 宮城縣石卷保健所

### 警察
本部
- 宮城縣警察（日语：宮城県警察）

警察署
- 石卷警察署（日语：石巻警察署）（管轄舊石巻市、河南町、牡鹿町）
- 河北警察署（日语：河北警察署）（管轄舊河北町、北上町、雄勝町、桃生町）

### 消防
本部
- 石卷地區廣域行政事務組合消防本部（日语：石巻地区広域行政事務組合）

消防署
- 石卷消防署（南分署、中央出張所、湊出張所、渡波出張所）
- 河北消防署（桃生出張所、北上出張所）
- 矢本消防署（河南出張所）
- 女川消防署（牡鹿出張所）

### 醫療
- 石卷市立醫院（日语：石巻市立病院）
- 石卷赤十字醫院（日语：石巻赤十字病院）
- 仙石醫院
- 石卷市立牡鹿醫院

### 運動設施
- 石卷綜合體育館
- 石卷市河南體育中心
- SEIHOKU PARK石卷（日语：石巻市総合運動公園）
- 石卷市民球場

## 姊妹都市、提攜都市

### 海外
姊妹都市
- 奇維塔韋基亞（義大利拉吉歐大區）
  - 1971年（昭和46年）10月12日 - 締結姊妹都市[20][21][22]。

兩市分別是支倉常長帶領的慶長遣歐使節團的出發地與登陸地。
提攜都市
- 溫州市（中華人民共和國浙江省）
  - 2005年（平成17年）11月17日 - 友好都市提攜[20][23]。

其他
- SDGs未來都市
  - 2020年度（令和2年度）選定[24]。

### 國內
姊妹都市
- 常陸那珂市（茨城縣）
  - 1996年（平成8年）1月 - 兩市都是江戶時代的海運據點[20]。
- 河北町（山形縣西村山郡）
  - 2001年（平成13年）1月14日 - 因與舊河北町（桃生郡）同名而締結友好都市[20]。

提攜都市
- 萩市（山口縣）
  - 2016年（平成28年）4月8日 - 締結友好都市協定。江戶時代整修北上川的川村重吉出身自山口縣萩市[20]。

### 姊妹港、友好提攜港
- 埃弗里特港（美國華盛頓州）

## 經濟

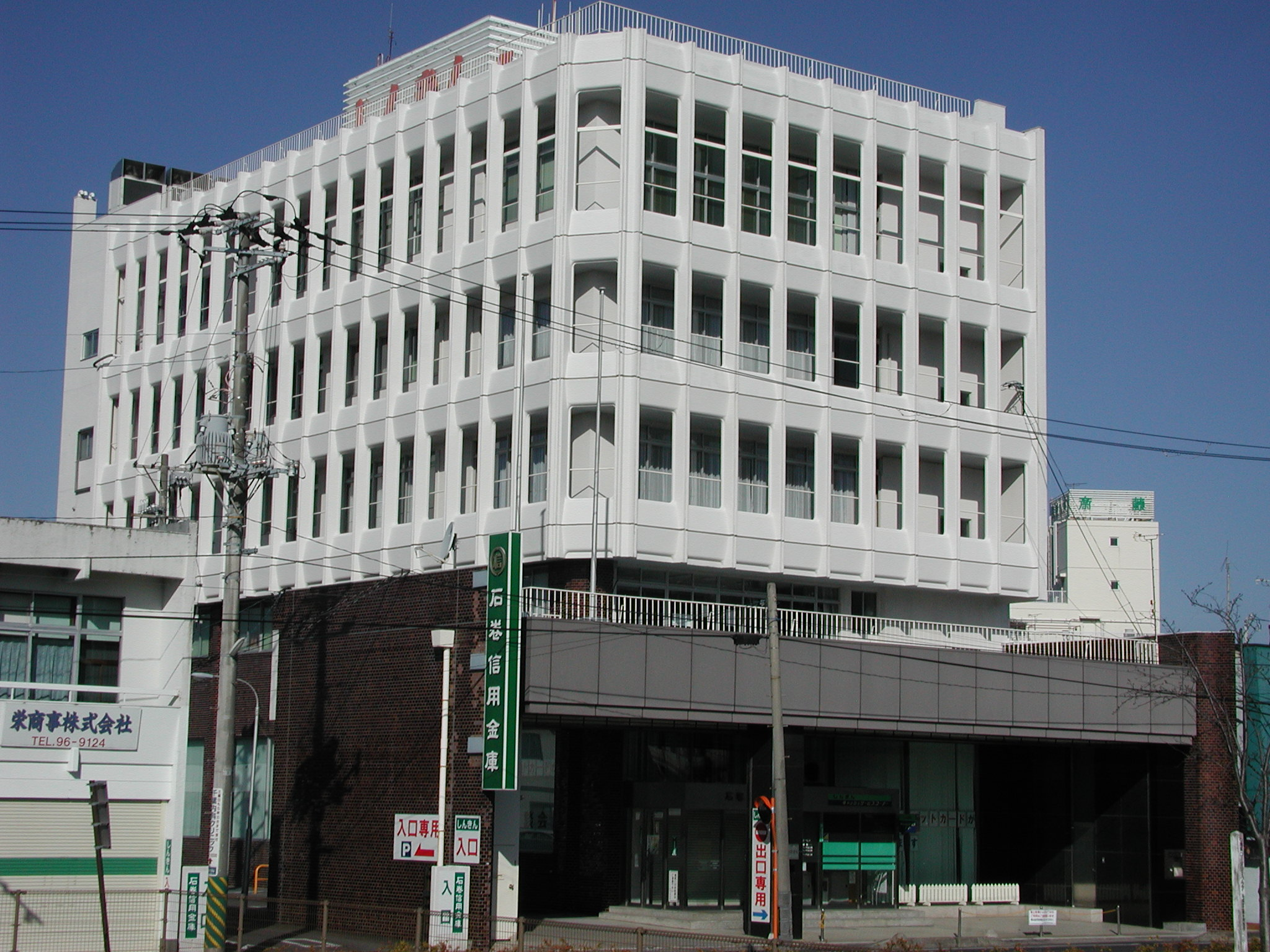
石卷信用金庫本店。

石卷市的主要產業為水產業與縣內第二的商業。此外，造船業、製紙木漿業也十分興勝。隨著產業從勞力密集型產業轉型成知識密集型產業，導致過剩勞動力流出。旅遊業是阻止外流的有效途徑，但由於沒有溫泉，難以吸引高消費客群。現以水產為主要內容的美食一日遊觀光為主。

### 第一級產業
- 水產業

### 第二級產業
- 造船業
- 製紙業
- 木漿

### 第三級產業
近年，繞道道路沿線的中里、蛇田、大街道等地，陸續有路邊型大型店鋪進駐，特別是以三陸沿岸道路石卷河南交流道為中心的蛇田、曙（あけぼの）地區擁有縣內僅次於仙台市周邊地域的商業聚集度，形成涵蓋登米市與大崎市一部分的縣東部廣範圍商圈。
蛇田、曙地區的商業活力也得集客力劇減的石卷站前百貨店櫻野東北在2008年（平成20年）1月宣布撤退，同年4月27日閉店。位於石卷站北方（車站內側）中里繞道的伊藤洋華堂石卷中里店也在2009年（平成21年）8月宣布撤退，翌年1月閉店，結束27年的歷史。
為了吸引新客戶和增加稅收，2005年（平成17年）至2006年（平成18年）在市中心開設競艇場外售票處「ORALE」（オラレ），但未能獲得市民理解。

## 媒體
- 『石卷日日新聞』[26]
- 『石卷河北』（『河北新報』地域版）
- 『石卷學』（東日本大震災後的2015年創刊）[27]
- Radio石卷（日语：石巻コミュニティ放送）

## 教育

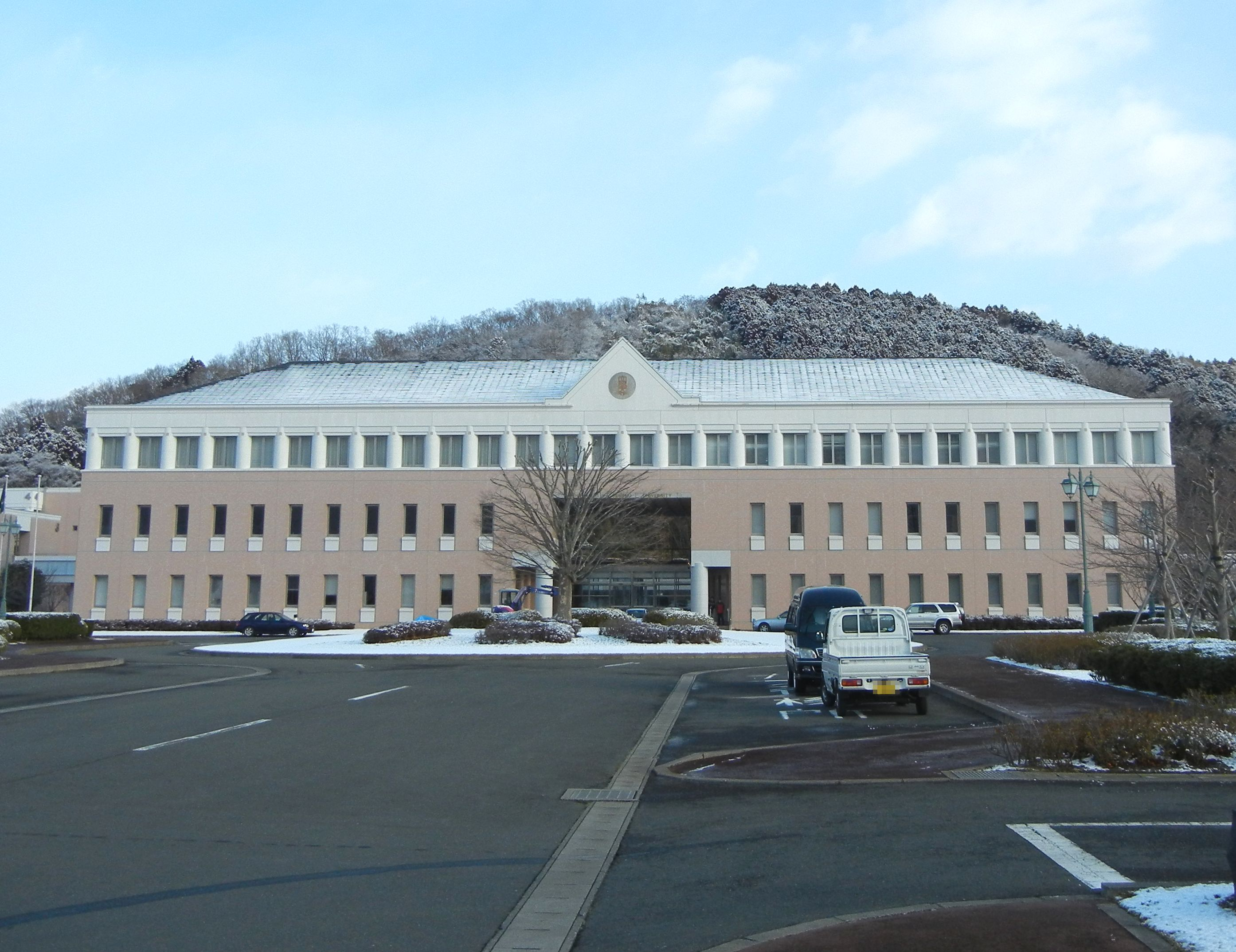
石卷專修大學本館

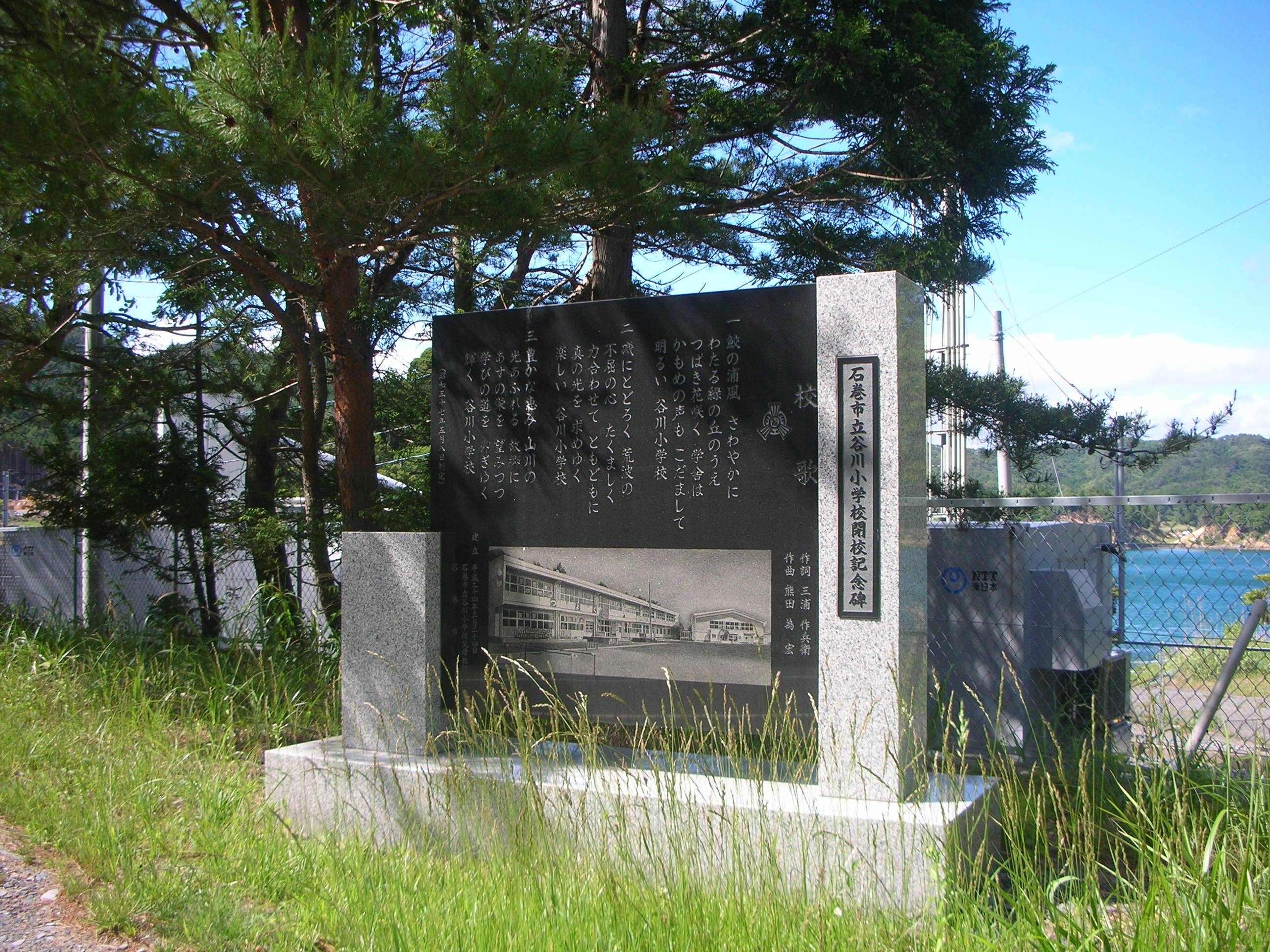
石卷市立谷川小學校閉校紀念碑。因遭受震災，2012年3月閉校，與大原小學校合併。

石卷市共有32所小學校、17所中學校與8所高等學校，而市內同時設私立的石卷專修大學。

## 交通

### 鐵道

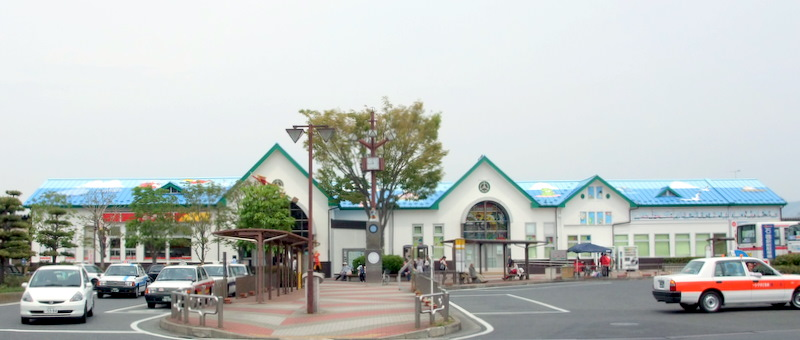
石卷站站房

石卷站周邊

中心車站：石卷站

#### 鐵道
東日本旅客鐵道（JR東日本）
- ■仙石線（仙石東北線）：- 石卷步野站 - 蛇田站 - 陸前山下站 - 石卷站
- ■石卷線：- 前谷地站 - 佳景山站 - 鹿又站 - 曾波神站 - 石卷站 - 陸前稻井站 - 渡波站 - 萬石浦站 - 澤田站
- ■氣仙沼線：- 前谷地站 - 和淵站

日本貨物鐵道（JR貨物）
- 仙石線（貨物支線）：- 陸前山下站 - 石卷港站

### 巴士

#### BRT
東日本旅客鐵道
- 氣仙沼線BRT（日语：気仙沼線・大船渡線BRT）：前谷地站

#### 路線巴士
市內一般路線巴士主要由宮城交通地方子公司MIYAKOH BUS運行。

#### 高速巴士
隨著三陸沿岸道路開通，連結仙台與東京的高速巴士路線也陸續開通。
- 往仙台方向
  - MIYAKOH BUS 仙台 - 石卷線（石卷市中心、蛇田地區）
  - 東日本急行（日语：東日本急行） 仙台 - 登米線（河北地區）
- 往東京（澀谷、新宿）方向
  - 宮城交通、京王電鐵巴士 廣瀨Liner號（石卷站前）

### 計程車
- 稻井號（日语：稲井地域乗合タクシー）（連結日赤醫院（日语：石巻赤十字病院）、市立醫院、石卷市內與稻井地區。）

### 道路

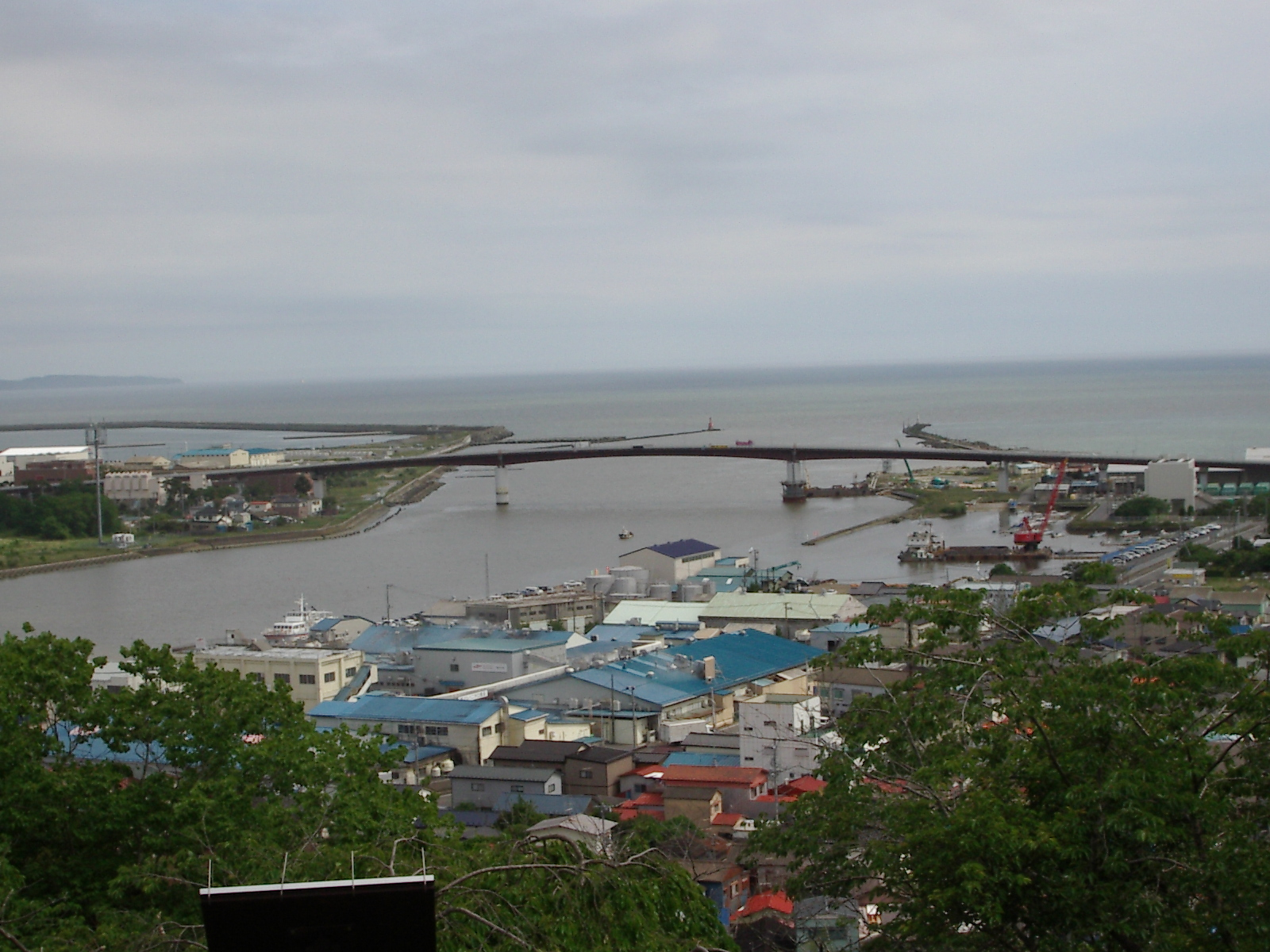
宮城縣道240號的日和大橋

#### 高速道路
- E45三陸沿岸道路
  - （東松島市）- (11) 石卷河南交流道（日语：石巻河南インターチェンジ） - (11-1) 石卷女川交流道（日语：石巻女川インターチェンジ） - (12) 河北交流道（日语：河北インターチェンジ） - (13) 桃生豐里交流道（日语：桃生豊里インターチェンジ） - (14) 桃生津山交流道（日语：桃生津山インターチェンジ） -（登米市）

東松島市內設有 (10) 石卷港交流道。

#### 國道
- 國道45號（日语：国道45号）
- 國道108號
- 國道398號（日语：国道398号）

#### 縣道
- 宮城縣道2號石卷鮎川線（日语：宮城県道2号石巻鮎川線）
- 宮城縣道6號石卷停車場線（日语：宮城県道6号石巻停車場線）
- 宮城縣道7號石卷港線（日语：宮城県道7号石巻港線）
- 宮城縣道16號石卷鹿島台大衡線（日语：宮城県道16号石巻鹿島台大衡線）
- 宮城縣道21號河南米山線（日语：宮城県道21号河南米山線）
- 宮城縣道29號河南築館線（日语：宮城県道29号河南築館線）
- 宮城縣道30號河北桃生線（日语：宮城県道30号河北桃生線）
- 宮城縣道33號石卷河北線（日语：宮城県道33号石巻河北線）
- 宮城縣道41號女川牡鹿線（日语：宮城県道41号女川牡鹿線）
- 宮城縣道43號矢本河南線（日语：宮城県道43号矢本河南線）
- 宮城縣道61號涌谷津山線（日语：宮城県道61号涌谷津山線）
- 宮城縣道64號北上津山線（日语：宮城県道64号北上津山線）
- 宮城縣道191號鹿又停車場廣淵線（日语：宮城県道191号鹿又停車場広淵線）

- 宮城縣道192號石卷雄勝線
- 宮城縣道193號渡波停車場線（日语：宮城県道193号渡波停車場線）
- 宮城縣道195號前谷地停車場線（日语：宮城県道195号前谷地停車場線）
- 宮城縣道196號神取河北線
- 宮城縣道197號北上河北線
- 宮城縣道204號河南鳴瀨線
- 宮城縣道220號牡鹿半島公園線（日语：宮城県道220号牡鹿半島公園線）
- 宮城縣道231號鹿又停車場線（日语：宮城県道231号鹿又停車場線）
- 宮城縣道234號稻井澤田線
- 宮城縣道238號釜谷大須雄勝線（日语：宮城県道238号釜谷大須雄勝線）
- 宮城縣道240號石卷女川線（日语：宮城県道240号石巻女川線）
- 宮城縣道257號河南登米線

#### 道之驛
- 道之驛上品之鄉（日语：道の駅上品の郷）
- 道之驛硯上之里雄勝（日语：道の駅硯上の里おがつ）

### 航路
- 石卷 - 田代島 - 網地島 - 鮎川（網地島線（日语：網地島ライン））
- 鮎川 - 網地島（石卷市營）
- 鮎川 - 金華山（日语：金華山 (宮城県)）
- 女川- 金華山

### 港灣
- 石卷港（日语：石巻港）（石卷工業港）：重要港灣（日语：重要港湾）
- 石卷漁港（日语：石巻漁港）：特定第三種漁港（日语：特定第三種漁港）
- 鮎川港
- 雄勝港
- 荻濱港
- 表濱港
- 金華山港（金華山（日语：金華山 (宮城県)））
- 大泊港（田代島）
- 仁斗田港（田代島）
- 網地港（網地島）
- 長渡港（網地島）

## 觀光

### 景點、古蹟

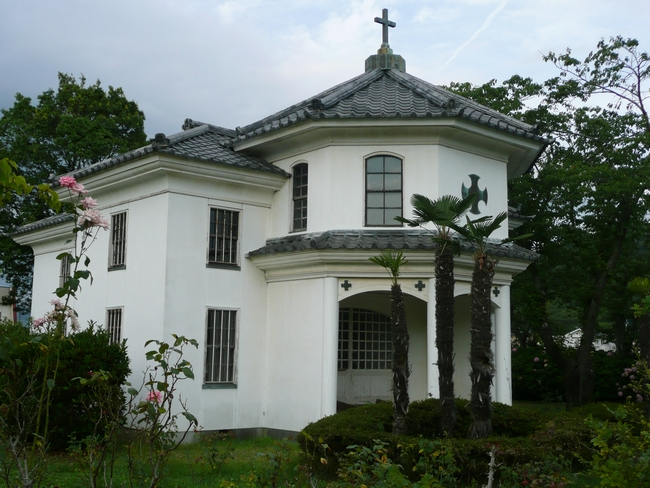
石卷正教會舊會堂

- 石井閘門（日语：石井閘門）（國家重要文化財。明治13年竣工。北上運河（日语：北上運河）與舊北上川之間的日本最古老煉瓦閘門）
- 石卷正教會（日语：石巻ハリストス正教会）的聖使徒Ioan會堂 [32]（現存日本最古老的木造教會建築）
- 月浦（つきのうら。慶長遣歐使節出發地）
- 沼津貝塚（日语：沼津貝塚）
- 布施辰治顯彰碑（蛇田曙南公園）
- 黃金山神社（日语：黄金山神社 (石巻市)）
- 釣石神社（日语：釣石神社）
- 香積寺（日语：香積寺 (石巻市)）
- 永巖寺（日语：永巌寺 (石巻市)）

### 觀光地
休閒景點

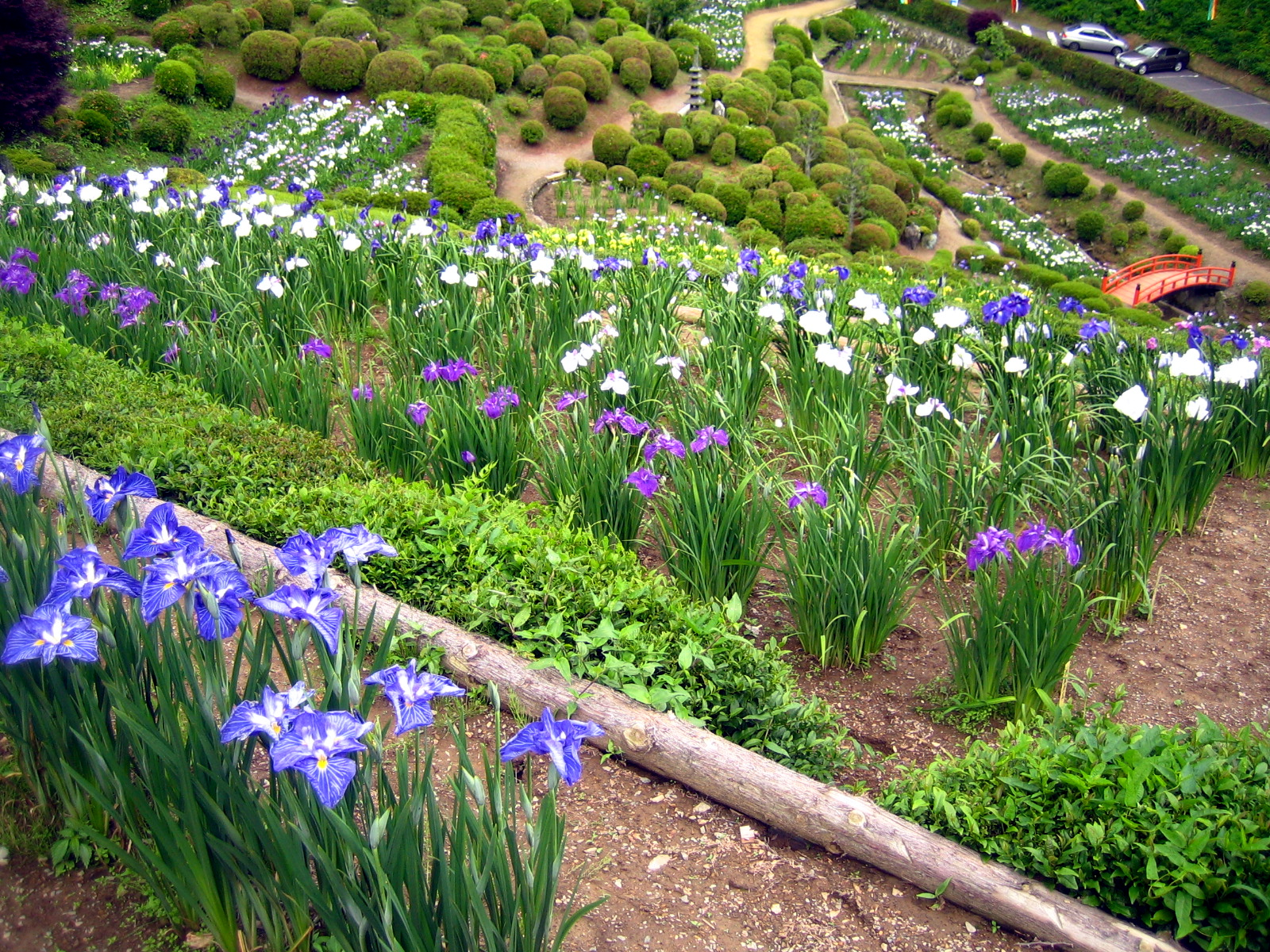
牧山菖蒲園

- 石卷南濱津波復興祈念公園（日语：石巻南浜津波復興祈念公園）
- 縣立自然公園旭山（日语：県立自然公園旭山）
- 牡鹿御番所公園（日语：おしか御番所公園）
- 神割崎（神割崎自然公園）
- 石卷市綜合運動公園（日语：石巻市総合運動公園）
- 金華山（日语：金華山 (宮城県)）（靈場、鹿）
- 上品山（日语：上品山）
- 微笑SUN PARK（にっこりサンパーク） （页面存档备份，存于）
- 田代島（Ai-land、貓島）
- 網地島
- 日和山公園（日语：日和山 (石巻市)）
- 卷石（住吉公園（日语：住吉公園 (石巻市)））
- 牧山市民之森（日语：牧山市民の森）、牧山菖蒲園
- 木漏日降丘 遊樂館（こもれびの降る丘 遊楽館）

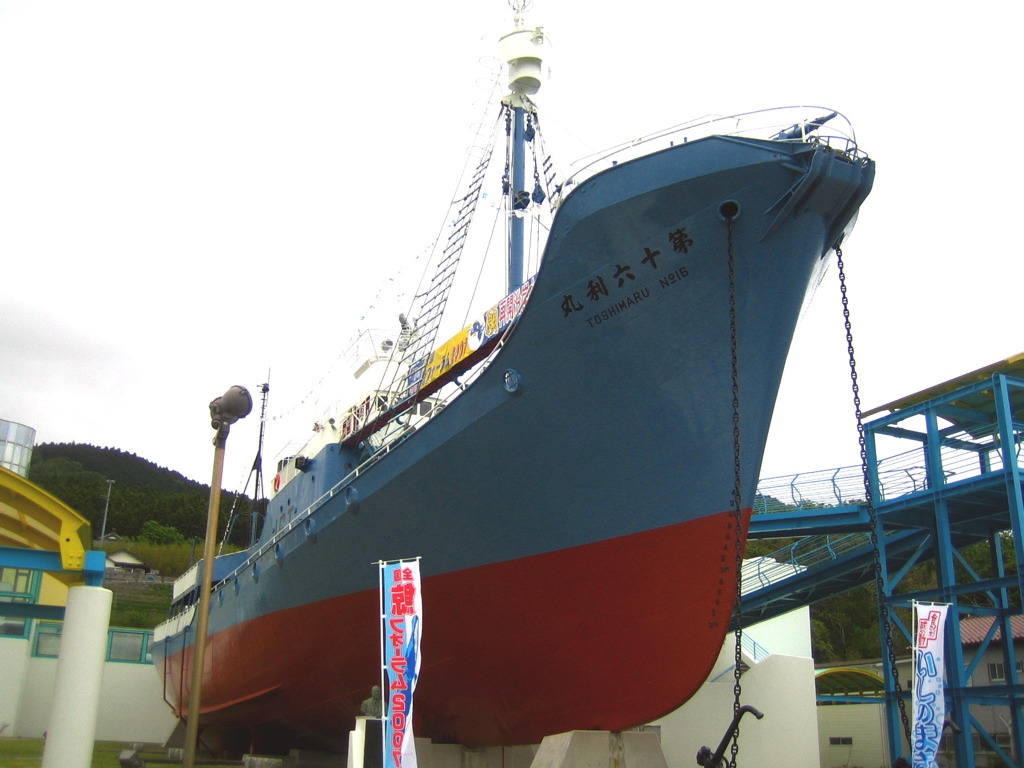
牡鹿Whale Land展示的捕鯨船。

- 渡波海水浴場
- 金華山（日语：金華山 (宮城県)）黃金神社的相生之松（日语：相生の松）－祈求戀愛。

百選
- 水鄉百選（日语：水の郷百選）
  - 1996年（平成8年）3月22日入選[33]。

溫泉
- 追分溫泉（日语：追分温泉）

博物館、主題公園
- 丸本MakiArt Terrace （页面存档备份，存于）
- 石之森萬畫館
- Whale Town牡鹿（日语：ホエールタウンおしか）（舊牡鹿町鮎川過去與和歌山縣太地町同為著名捕鯨據點。）
- 宮城縣慶長使節船博物館（聖胡安公園。聖胡安·包蒂斯塔號（日语：サン・ファン・バウティスタ号）復原船。）
- 雄勝硯傳統產業會館
- 齋藤氏庭園·寶峯繩文紀念館 （页面存档备份，存于）
- 北上川·運河交流館 （页面存档备份，存于）（隈研吾設計）

## 文化

### 祭典、活動
- 名振的即興祭（おめつき）（舊雄勝町，1月）
- 聖胡安祭（渡波，5月）
- 石卷川開祭（日语：石巻川開き祭り）（舊市區，8月）
- 石卷河北杯遊艇賽

- Summer Festa in 河北（舊河北町，8月）

- 石卷大漁祭（魚市場，10月）
- 和淵互市（舊河南町，12月）
- 石卷復興馬拉松（日语：いしのまき復興マラソン）

### 名產、特產
- 石卷炒麵（日语：石巻焼きそば）
- 笹蒲鉾
- 鱈子（日语：たらこ）（石卷的鱈子產量為日本第一。）
- 鼈甲蜆（舊河北町）
- 雄勝石（日语：雄勝石）（硯。舊雄勝町。）
- 稻井石（墓石、紀念碑用）（舊稻井町）
- ササニシキ（日语：ササニシキ）冰淇淋（舊河南町）
- 芥子卷（からし巻き）（舊河南町）
- 金華鯖[34]
- 金華鰹[34]
- 桃生茶（舊桃生町）[35]

### 傳統藝能
- 雄勝法印神樂（日语：雄勝法印神楽）（重要無形民俗文化財）
- 鹿嶋囃子（鹿嶋ばやし）

### 音樂、藝術

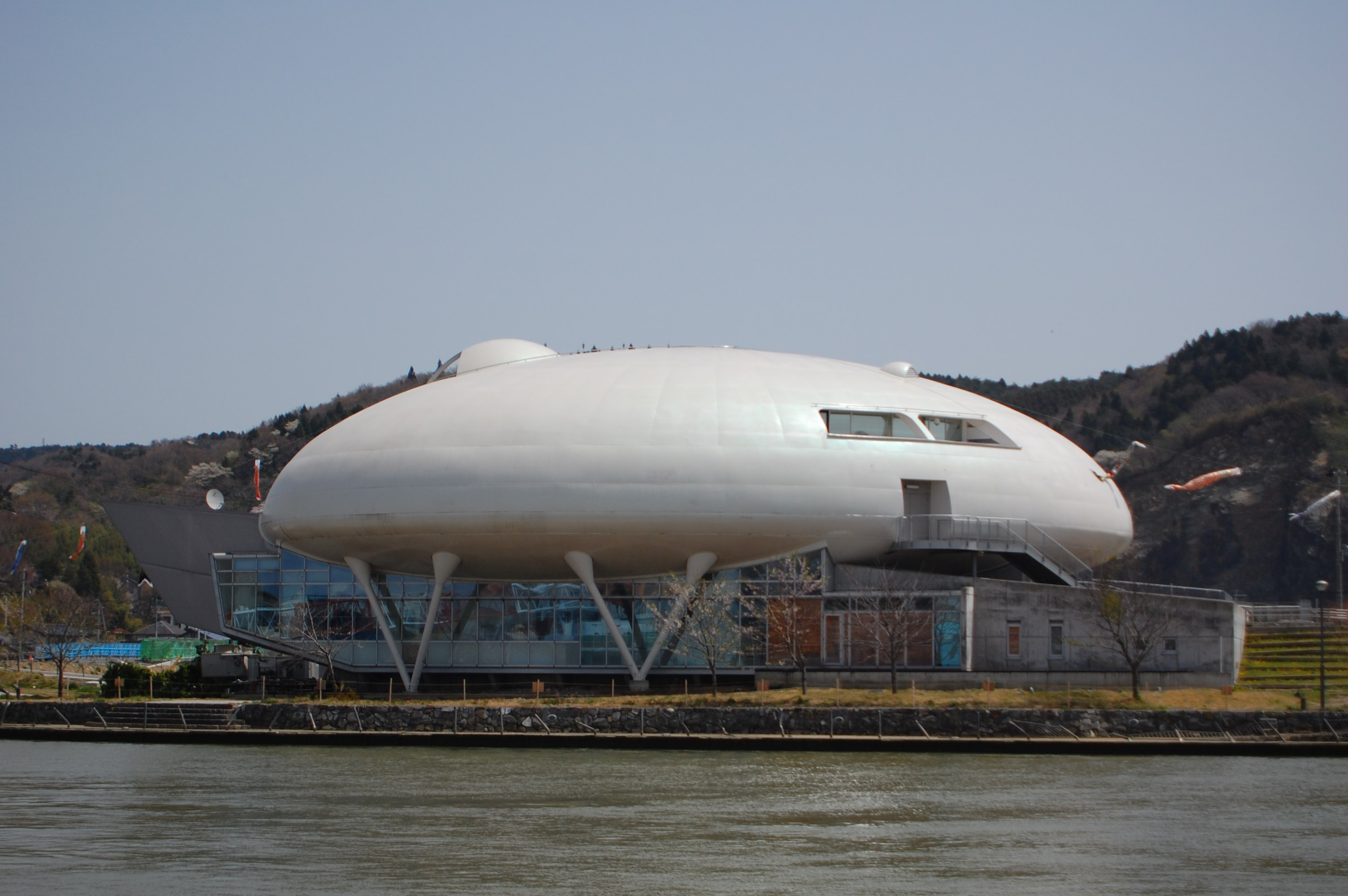
石之森萬畫館建築

石卷市民交響樂團成立於1976年（昭和51年），前身是1956年（昭和31年）成立的石卷市民管弦樂團。
石卷市與宮城縣登米郡石森町出身的漫畫家石之森章太郎合作擬定「石卷Manga Land基本構想」，試圖打造活用漫畫的創意小鎮。作為構想的一環，石之森萬畫館最近車站石卷站與石之森萬畫館的道路「Manga Road」有許多石之森章太郎作品的角色。

### 體育
- 日本製紙石卷硬式棒球部 - 以日本製紙石卷工場（日语：日本製紙石巻工場）為據點活動的社會人棒球（日语：社会人野球）企業隊。1986年創立。
- 石卷日和倶樂部 - 社會人棒球社團。1914年創立。

## 知名人士
- 安住淳 - 眾議院議員
- 阿部香菜 - 柔道選手
- 遠藤正明 - 歌手
- 志賀直哉 - 小說家
- 涼風真世 - 女演員、歌手、聲優
- 千葉泰伸 - 前足球選手（仙台維加泰）
- 手代木史織 - 漫畫家
- Tom-H@ck - 作曲家、編曲家、株式會社TaWaRa代表取締役
- 布施辰治 - 律師
- 宮世琉彌 - 演員[37]

## 外部連結
- 石卷市官方網站 （页面存档备份，存于）